# Mike Mortensen
Mike Mortensen (født 6. februar 1989) er en dansk professionel fodboldspiller, der er spillende assistenttræner for FC Roskilde.
Han har tidligere spillet for Nordvest FC, FC Roskilde og senere FC Fyn.